# Akatúj
L'Akatúj (en cyrillique Акатуй, traduction littérale « Festival du labour ») est une fête d'origine païenne célébrée le 24 juin en République autonome de Tchouvachie (Russie) pour célébrer l'arrivée de l'été.

## Liminaire
L'Akatúj coïncide avec la fête nationale tchouvache et est un jour férié légal.

## Généralités
La fête de l'Akatúj, tenue lors du solstice d'été, est comparable à la fête de la Saint-Jean célébrée en Europe occidentale et au Ferragosto italien. Elle a son pendant auprès d'autres peuplades de la Volga, comme chez les Maris, les Tatars, les Mordves ou les Oudmourtes, ainsi qu'auprès de peuplades turcophones du Caucase (Balkars et Nogaïs). En Russie, cette fête est appelée jour d’Ivan Kupala.